# ダニエル・ジョンソン (サッカー選手)
ダニエル・ジョンソン（Daniel Johnson、1992年10月8日 - ）は、ジャマイカの首都キングストン出身のプロサッカー選手。プレストン・ノースエンドFC所属。ポジションはMF。

## クラブ経歴
ジャマイカの首都キングストンで生まれ、幼少期にイングランドに移住。クリスタル・パレスFCのアカデミーでプレーを始め、のちにアストン・ヴィラFCに移籍。
アストン・ヴィラのアカデミーでは中心選手として活躍し、2010-11シーズンにはFAユースカップ準優勝の好成績を収めた。この活躍がトップチームのジェラール・ウリエ監督に認められ、プロ契約前ながら2010年10月のフットボールリーグカップ・バーンリーFC戦でベンチ入りを果たした。2011年1月、クラブと最初のプロ契約を結んだ。その後は出番を得られず、下位リーグへのレンタル移籍を繰り返した。
2015年1月、プレストン・ノースエンドFCに移籍。移籍金は5万ポンドで契約は2年半。

## 代表経歴
2020年11月14日、サウジアラビア代表戦で代表初出場。